# Voyennes
Voyennes is een gemeente in het Franse departement Somme (regio Hauts-de-France) en telt 592 inwoners (1999). De plaats maakt deel uit van het arrondissement Péronne.

## Geografie
De oppervlakte van Voyennes bedraagt 8,8 km², de bevolkingsdichtheid is 67,3 inwoners per km².
De onderstaande kaart toont de ligging van Voyennes met de belangrijkste infrastructuur en aangrenzende gemeenten.

## Demografie
Onderstaande figuur toont het verloop van het inwonertal (bron: INSEE-tellingen).

## Externe links

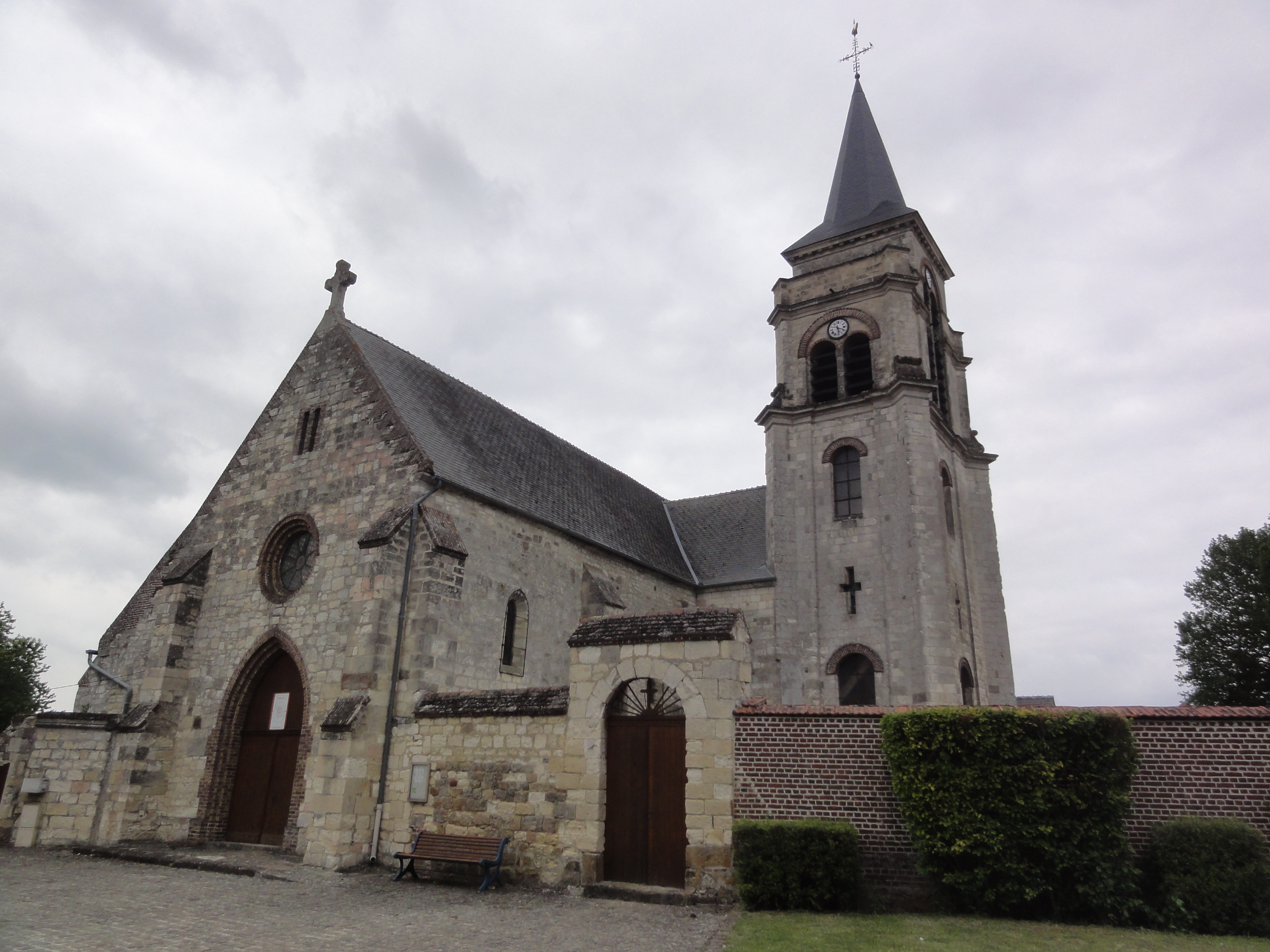
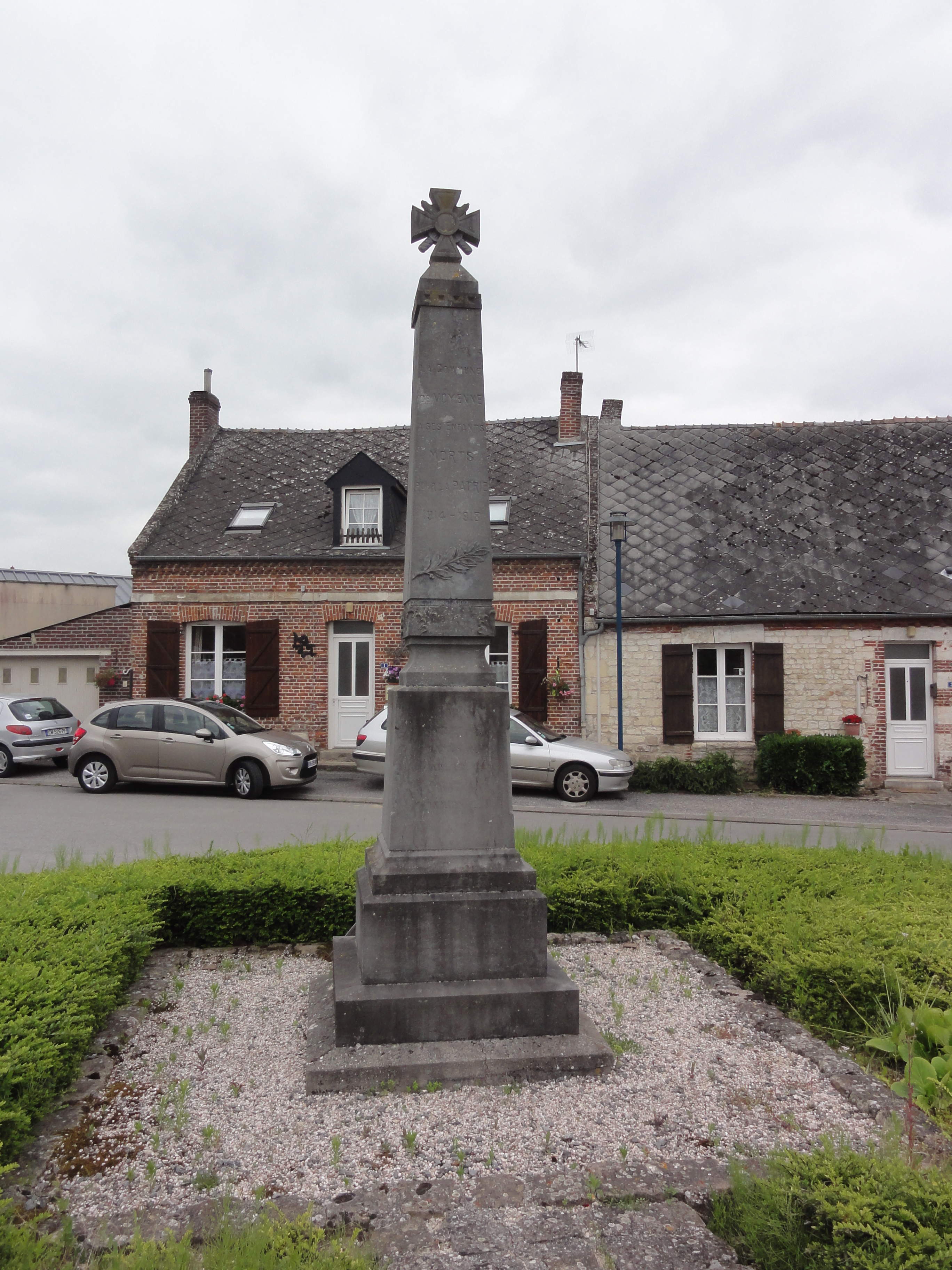
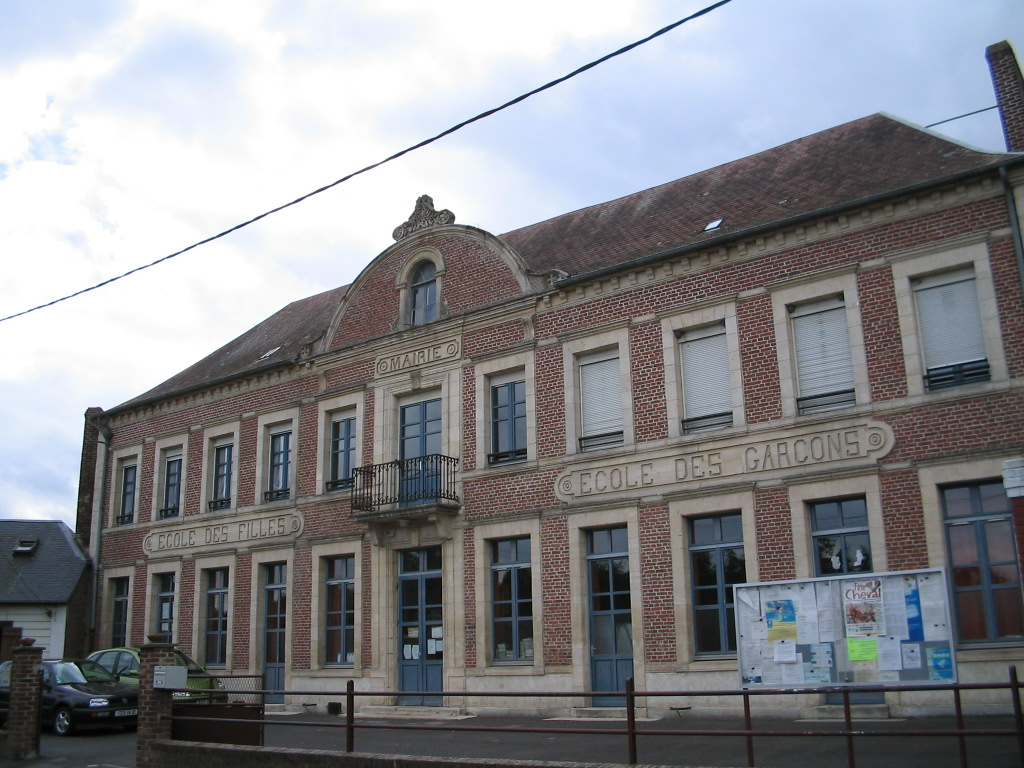
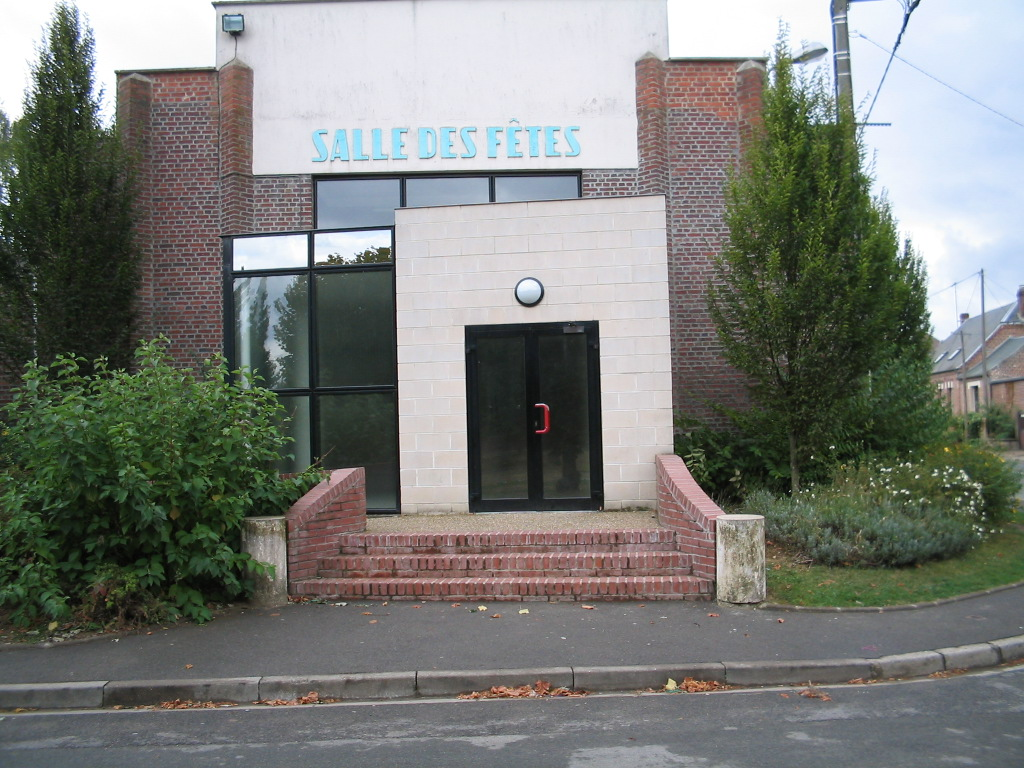